# Heathrow Express
Heathrow Express – brytyjski przewoźnik kolejowy obsługujący linię łączącą lotnisko Heathrow z dworcem Paddington w Londynie. Przedsiębiorstwo działa od 1998, zaś jego właścicielem jest spółka Heathrow Airport Holdings, do której należy również m.in. samo lotnisko. Flota przewoźnika składa się z 14 składów typu British Rail Class 332.
Heathrow Express jest jednym z dwóch przewoźników łączących Heathrow z centrum Londynu. Drugi to powiązany z nim kapitałowo Heathrow Connect. Pociągi obu przewożników jeżdżą po dokładnie tej samej linii. Składy Express nie zatrzymują na stacjach pośrednich, czynią to jednostki w barwach Connect.